# Bannikere, Chiknayakanhalli
Bannikere là một làng thuộc tehsil Chiknayakanhalli, huyện Tumkur, bang Karnataka, Ấn Độ.